# Timeidae
Timeidae é uma família de esponjas marinhas da ordem Hadromerida. 

## Gêneros
- Timea Gray, 1867